# Quevaucamps
Quevaucamps – dzielnica (section) gminy Belœil w Belgii, w Regionie Walońskim, w prowincji Hainaut, w okręgu Ath. 1 stycznia 2020 roku liczyła 3367 mieszkańców. Do 31 grudnia 1976 samodzielna gmina.

## Demografia
Liczba mieszkańców, stan na 1 stycznia:
| Rok                | 1930 | 1947 | 1961 | 2020 |
| ------------------ | ---- | ---- | ---- | ---- |
| Liczba mieszkańców | 2856 | 2852 | 2953 | 3367 |

## Transport
Przez teren dzielnicy przebiegają trasa europejska E42 oraz drogi regionalne N50, N506 i N527.